# Крайзельман, Самуил Моисеевич
Самуил (Александр) Моисеевич Крайзельман (23 сентября 1917, Новогеоргиевск, Херсонская губерния — 23 декабря 2005) — руководитель строительства нефте- и газопроводов, лауреат Государственной премии СССР (1987).

## Биография
Родился 23 сентября 1917 года в городе Новогеоргиевск Александрийского уезда Херсонской губернии в семье военного врача.
В 1940 году окончил Московский энергетический институт.
Работал инженером на реконструкции Волго-Балтийского водного пути, затем — начальником проектно-технического отделения Верхне-Шекснинского строительного управления.
После начала Великой Отечественной войны — в армии, воевал на Юго-Западном, Брянском, Воронежском, Донском фронтах, инженер-капитан.
В начале 1943 года откомандирован на строительство керосинопровода Астрахань—Саратов в должности главного инженера особого строительно-монтажного управления ГУАС НКВД СССР.
С 1944 года — главный инженер строительства газопровода Курдюм—Князевка, после его пуска в эксплуатацию — главный механик района, затем старший инженер технического отдела Управления строительства газопровода Саратов—Москва.
С 1946 года — главный механик управления строительства трубопроводов Главнефтегазстроя при Совете Министров СССР, Главнефтепроводстроя Миннефтепрома СССР, Управления строительства газопроводов Главгаза СССР, главный инженер управления механизации работ Главгаза, Госгазпрома СССР.
С 1963 года — главный инженер Главного управления специальных и монтажных работ. С 1972 по 1991 год — начальник Главного производственно-распорядительного управления, член коллегии Миннефтегазстроя СССР.
С 1991 года — советник председателя РАО (ОАО) «Роснефтегазстрой».
Умер 23 декабря 2005 года, похоронен на Донском кладбище.

## Произведения
Автор более пятидесяти печатных работ, в том числе трёх книг.
- Монтаж и сварка магистральных трубопроводов [Текст] : [Учеб. пособие для подготовки и повышения квалификации мастеров] / С. М. Крайзельман, Н. И. Тимофеев, Г. Е. Коган. — М.: Гостоптехиздат, 1956. — 192 с.

## Награды
Лауреат Государственной премии СССР (1987, в составе коллектива) — за разработку и внедрение научно-технических решений, обеспечивших ускоренное освоение Уренгойского газового месторождения (Сеноманская пустошь).
Заслуженный строитель РСФСР. Награждён орденами Отечественной войны II степени, Октябрьской Революции, Трудового Красного Знамени, Красной Звезды, «Знак Почёта» (дважды), 20 медалями, в их числе — «За оборону Сталинграда», Почётной грамотой Правительства Российской Федерации (1997).